# (464404) 2016 BN18
(464404) 2016 BN18 es un asteroide perteneciente al cinturón de asteroides, descubierto el 13 de diciembre de 2006 por el equipo Spacewatch desde el Observatorio Nacional de Kitt Peak (Arizona, Estados Unidos).